# Alogobotur
Alogobotur (em búlgaro:  Aлогоботур) (m. 927) foi um nobre e comandante militar do Primeiro Império Búlgaro durante o reinado do tsar Simeão I (r. 893–927). Ele era provavelmente um komit (duque) de uma das províncias búlgaras. Alguns acadêmicos notam que o nome significa "grande herói", o que poderia indicar uma identificação incerta.
Constantino Porfirogênito argumenta que, por algum tempo, Alogobotur liderou todas as forças búlgaras. Em 926, ele estava a frente da campanha contra o Principado da Sérvia, que estava conspirando com o Império Bizantino contra a Bulgária. Em seguida, ele liderou a invasão do recém-fundado Reino da Croácia, também um aliado bizantino. Os sérvios foram facilmente derrotados e fugiram para a corte croata, mas a campanha posteriormente terminaria num desastre. O exército búlgaro foi completamente derrotado na Batalha do Planalto Bósnio pelos croatas liderados pessoalmente pelo rei Tomislau I da Croácia em 27 de maio de 927. É provável que Alogobotur tenha morrido na batalha juntamente com a maior parte de seus soldados.